# Mormodes buccinator
Mormodes buccinator är en orkidéart som beskrevs av John Lindley. Mormodes buccinator ingår i släktet Mormodes och familjen orkidéer. Inga underarter finns listade i Catalogue of Life.

## Bildgalleri

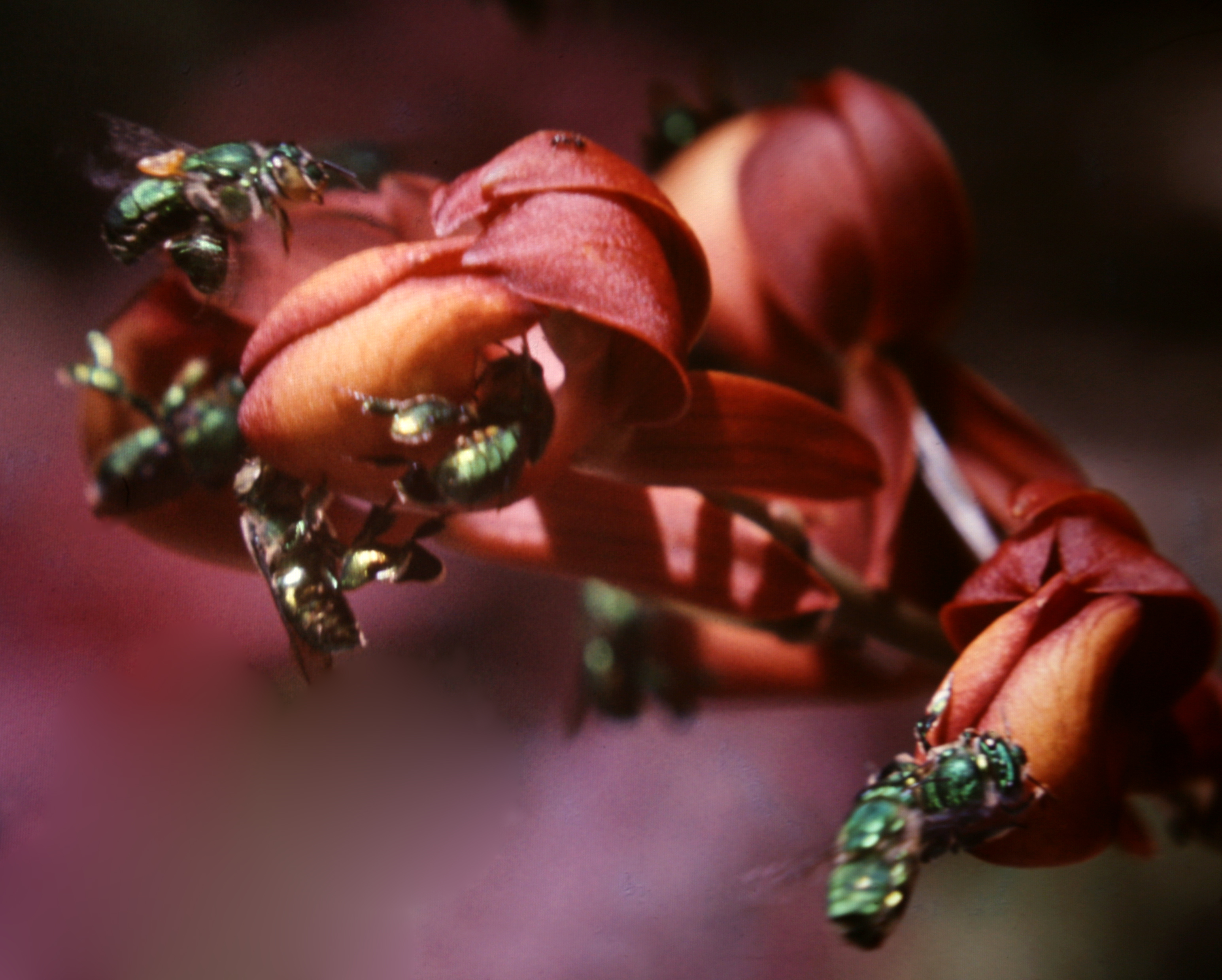
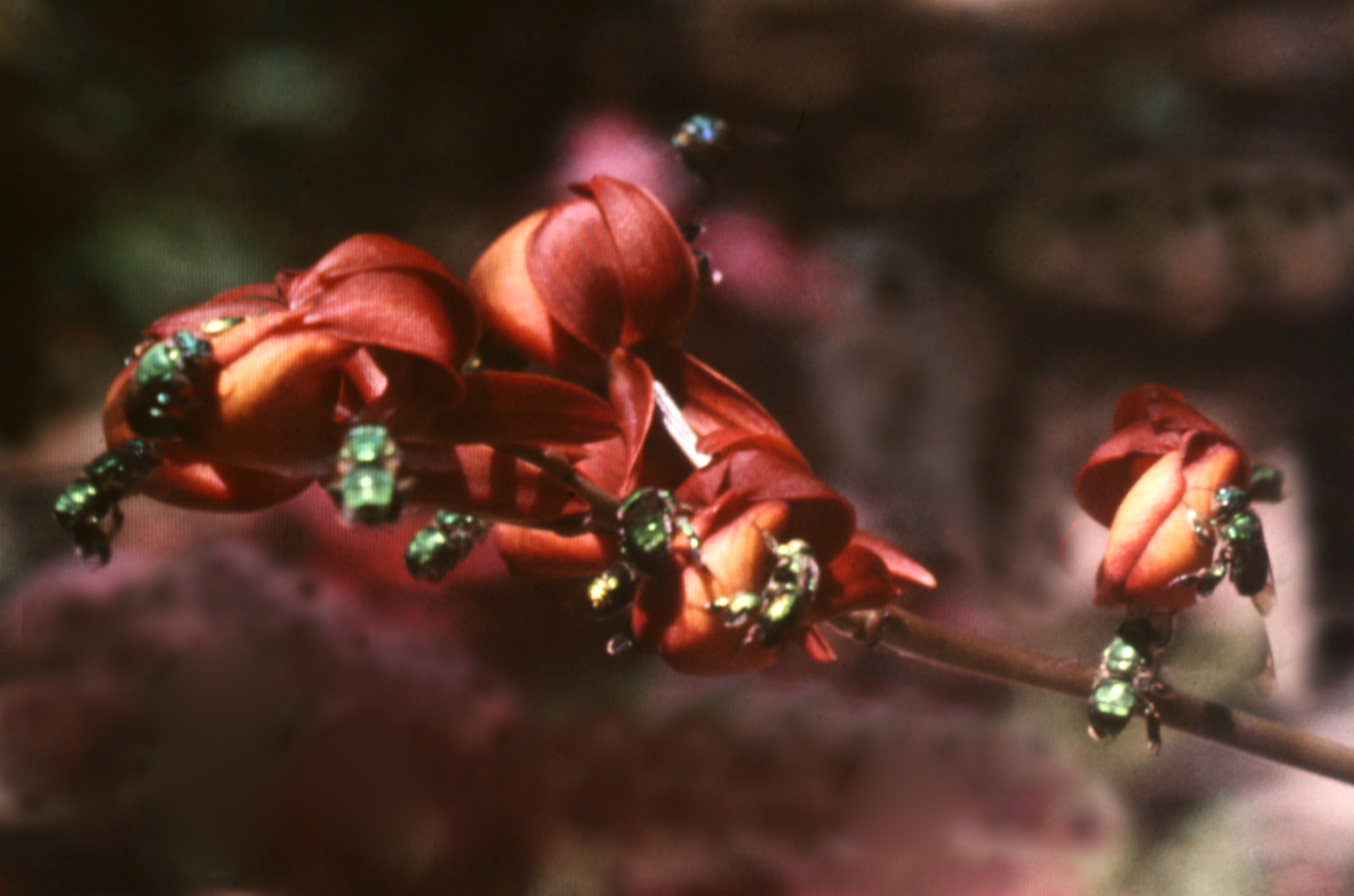
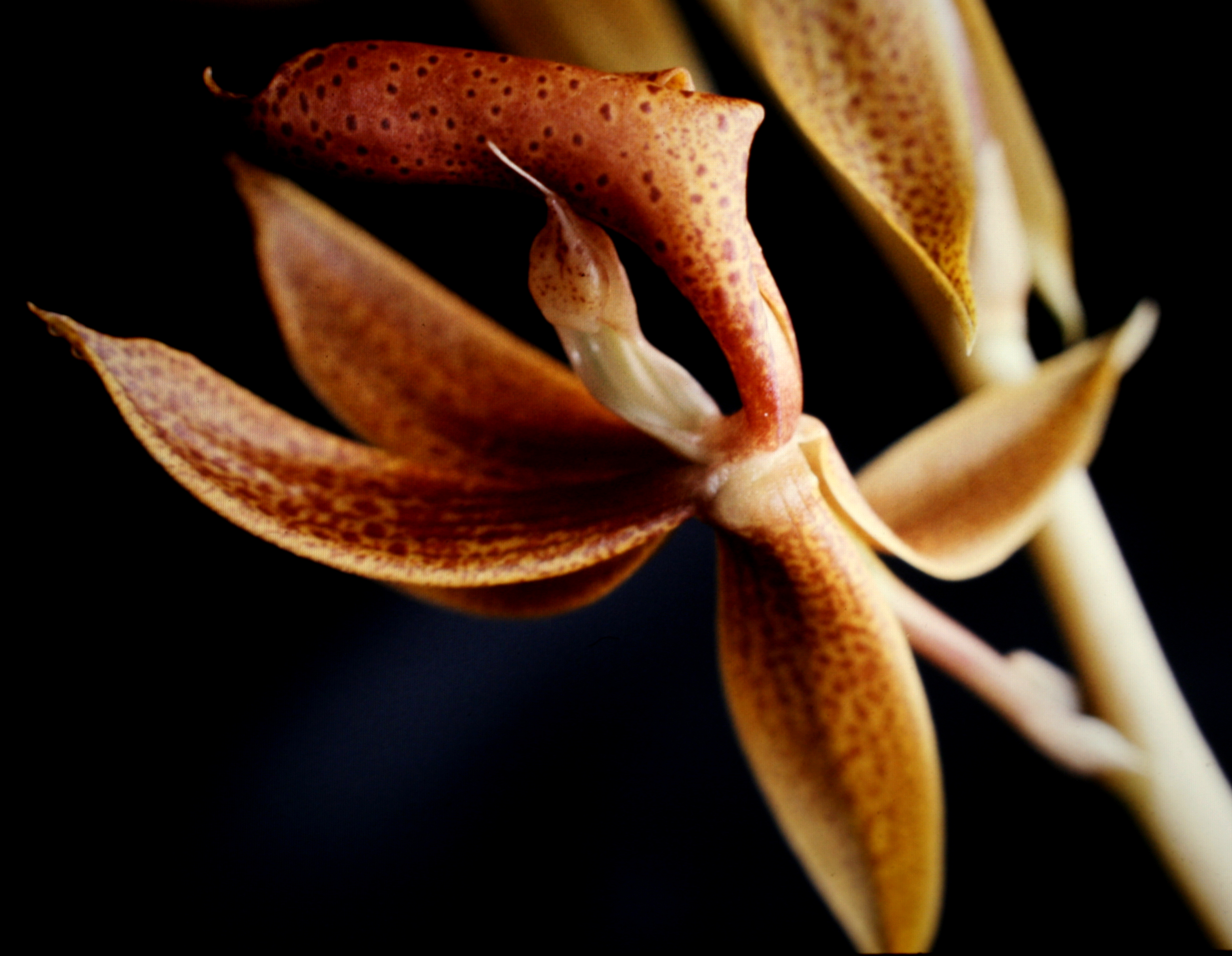
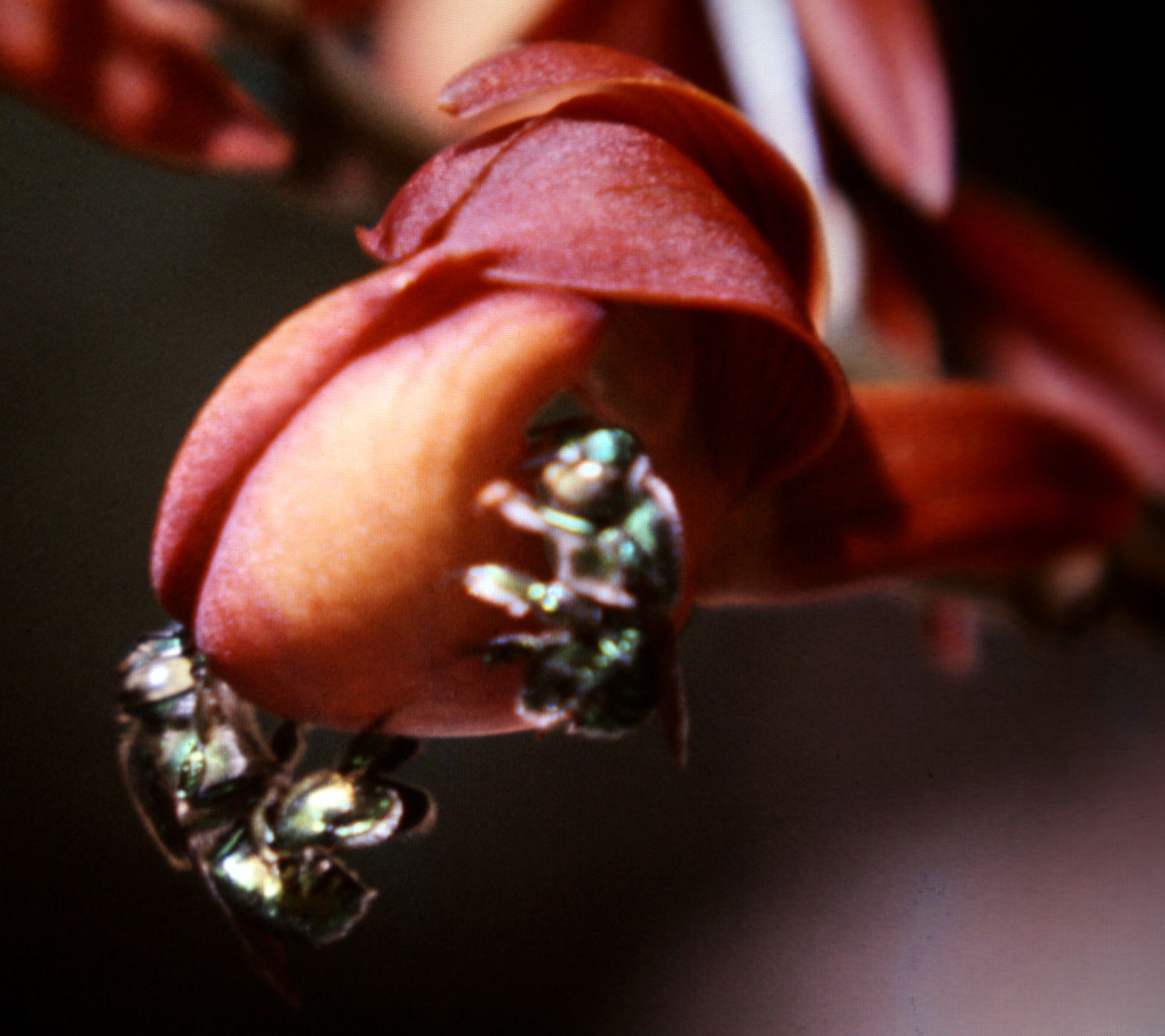
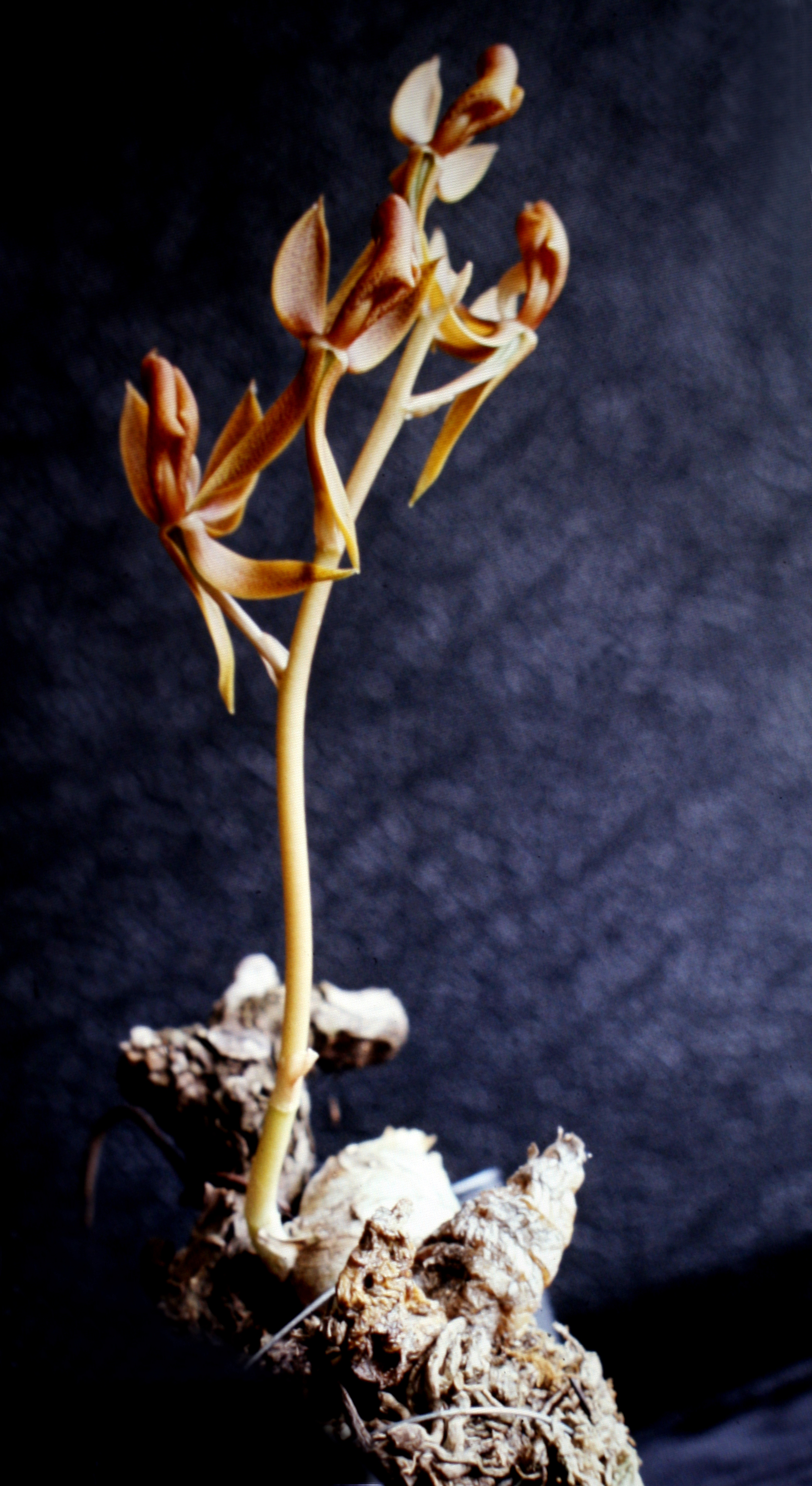
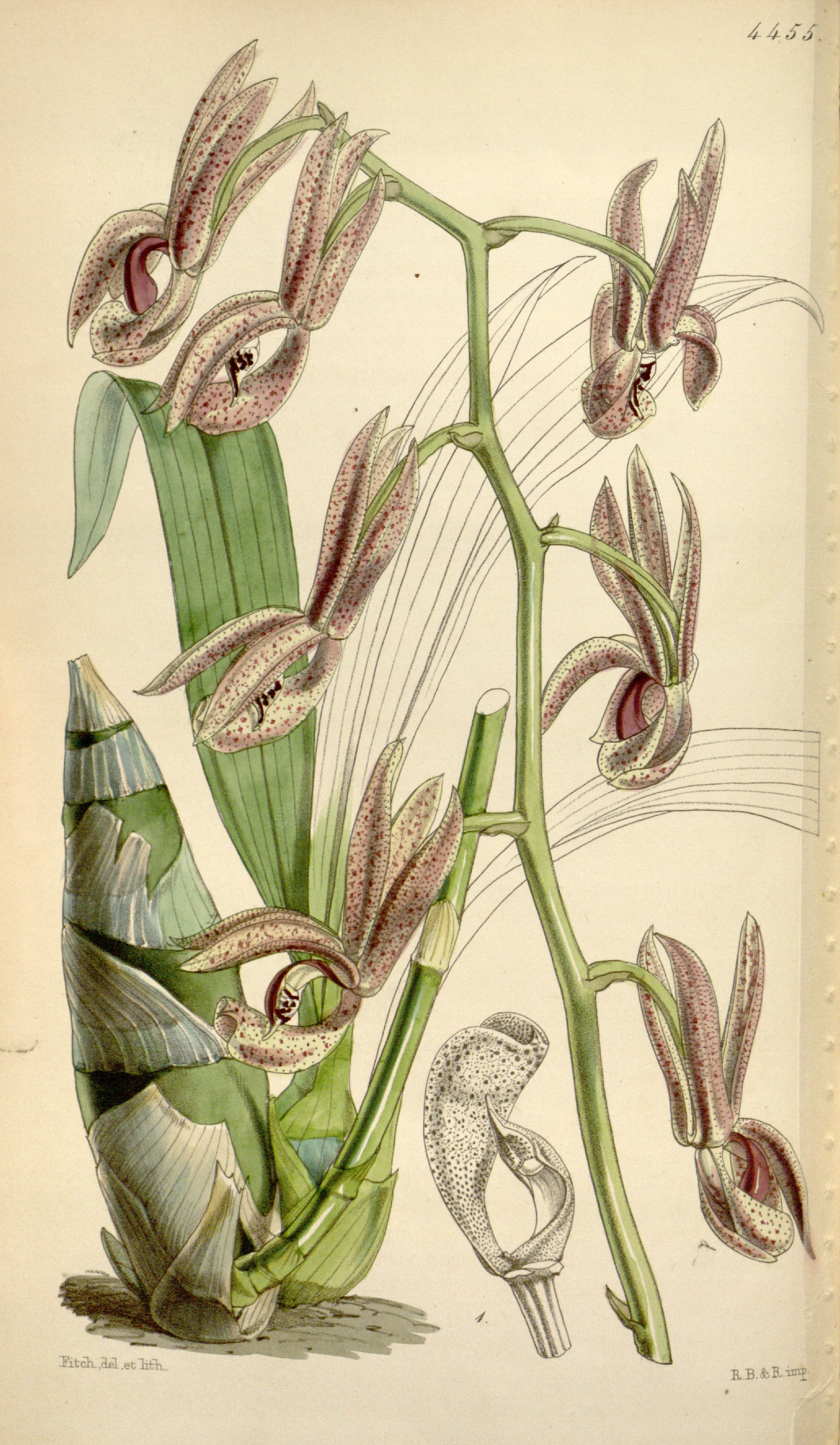